# Ich bin ein Star – Holt mich hier raus!/Staffel 18
Die 18. Staffel der deutschen Reality-Show Ich bin ein Star – Holt mich hier raus! wurde vom 24. Januar  bis 9. Februar 2025 auf dem Privatsender RTL ausgestrahlt. Produziert wurde auf dem ITV-Studios-Produktionsgelände an der Dungay Creek Road nahe Murwillumbah in New South Wales, Australien. Die Sendung moderierten wie in den vorangegangenen Staffeln Sonja Zietlow und Jan Köppen, auch der Paramedic Bob McCarron alias „Dr. Bob“ wirkte erneut mit.
Dschungelkönigin und Gewinnerin des Preisgelds von 100.000 Euro wurde Lilly Becker.

## Teilnehmer
Am 18. Dezember 2024 wurden Maurice Dziwak und Lilly Becker als Teilnehmer bestätigt. Die Namen der übrigen Kandidaten wurden am 3. Januar 2025 veröffentlicht.
| Platz | Teilnehmer             | Bekannt als | Auszug am   |
| ----- | ---------------------- | --- | ----------- |
| 1     | Lilly Becker           | Niederländisches Model, Exfrau von Boris Becker, Teilnehmerin bei Let’s Dance und Schlag den Star, Reality-TV-Teilnehmerin (Global Gladiators) | 09. Februar |
| 2     | Pierre Sanoussi-Bliss  | Schauspieler (u. a. Der Alte), Filmregisseur, Drehbuchautor | 09. Februar |
| 3     | Alessia Herren         | Tochter von Willi Herren, Reality-TV-Teilnehmerin (Ab ins Kloster!, Promi Big Brother, Kampf der Realitystars, Das Sommerhaus der Stars) | 09. Februar |
| 4     | Timur Ülker            | Schauspieler (u. a. Gute Zeiten, schlechte Zeiten), Teilnehmer bei Let’s Dance, Reality-TV-Teilnehmer (Adam sucht Eva) | 08. Februar |
| 5 1   | Edith Stehfest         | Sängerin, Ehefrau von Eric Stehfest, Reality-TV-Teilnehmerin (Das Sommerhaus der Stars) | 08. Februar |
| 6     | Maurice Dziwak         | Reality-TV-Teilnehmer (Love Island, Are You the One?, Das Sommerhaus der Stars, Kampf der Realitystars) | 07. Februar |
| 7     | Anna-Carina Woitschack | Schlagersängerin, Kandidatin bei Deutschland sucht den Superstar; Gewinnerin von Die Verräter | 06. Februar |
| 8     | Jörg Dahlmann          | Fußballkommentator, Reality-TV-Teilnehmer (Promi Big Brother) | 05. Februar |
| 9     | Sam Dylan              | Reality-TV-Teilnehmer (Prince Charming, Kampf der Realitystars, Promiboxen, Ich bin ein Star – Die große Dschungelshow, Promi Big Brother, Forsthaus Rampensau Germany, The 50; Gewinner von Das Sommerhaus der Stars, Das große Promi-Büßen), Teilnehmer am RTL Turmspringen | 04. Februar |
| 10    | Nina Bott              | Schauspielerin (u. a. Gute Zeiten, schlechte Zeiten und Alles was zählt), Fernsehmoderatorin | 02. Februar |
| 11    | Yeliz Koç              | Reality-TV-Teilnehmerin (Der Bachelor, Bachelor in Paradise, Das Sommerhaus der Stars, Kampf der Realitystars, Love Island VIP; Gewinnerin von Promi Big Brother; Protagonistin bei Make Love, Fake Love)                                                                     | 01. Februar |
| 12    | Jürgen Hingsen         | ehemaliger Zehnkämpfer, Teilnehmer bei Let’s Dance | 31. Januar  |

## Abstimmungsergebnisse

### Zuschauervoting
| Abstimmungsergebnisse der achtzehnten Staffel | Abstimmungsergebnisse der achtzehnten Staffel | Abstimmungsergebnisse der achtzehnten Staffel | Abstimmungsergebnisse der achtzehnten Staffel | Abstimmungsergebnisse der achtzehnten Staffel | Abstimmungsergebnisse der achtzehnten Staffel | Abstimmungsergebnisse der achtzehnten Staffel | Abstimmungsergebnisse der achtzehnten Staffel | Abstimmungsergebnisse der achtzehnten Staffel | Abstimmungsergebnisse der achtzehnten Staffel | Abstimmungsergebnisse der achtzehnten Staffel | Abstimmungsergebnisse der achtzehnten Staffel |
|                                               | 31. Januar                                    | 1. Februar                                    | 2. Februar                                    | 3. Februar 1                                  | 4. Februar                                    | 5. Februar                                    | 6. Februar                                    | 7. Februar                                    | 8. Februar                                    | 9. Februar Vorfinale                          | 9. Februar Finale                             |
| --------------------------------------------- | --------------------------------------------- | --------------------------------------------- | --------------------------------------------- | --------------------------------------------- | --------------------------------------------- | --------------------------------------------- | --------------------------------------------- | --------------------------------------------- | --------------------------------------------- | --------------------------------------------- | --------------------------------------------- |
| Platz 1                                       | Becker 26,17 %                                | Becker 22,13 %                                | Becker 24,22 %                                | Becker 27,07 %                                | Becker 29,65 %                                | Becker 30,57 %                                | Becker 41,72 %                                | Becker 36,33 %                                | Becker 44,71 %                                | Becker 55,81 %                                | Becker 61,09 %                                |
| Platz 2                                       | Dylan 16,08 %                                 | Sanoussi-Bliss 16,37 %                        | Dahlmann 11,46 %                              | Sanoussi-Bliss 12,90 %                        | Dziwak 14,07 %                                | Ülker 17,34 %                                 | Sanoussi-Bliss 12,61 %                        | Ülker 17,61 %                                 | Sanoussi-Bliss 23,05 %                        | Sanoussi-Bliss 34,88 %                        | Sanoussi-Bliss 38,91 %                        |
| Platz 3                                       | Sanoussi-Bliss 7,94 %                         | Dahlmann 15,20 %                              | Dziwak 10,49 %                                | Dahlmann 10,70 %                              | Sanoussi-Bliss 10,80 %                        | Sanoussi-Bliss 11,85 %                        | Stehfest 12,18 %                              | Sanoussi-Bliss 13,38 %                        | Herren 12,75 %                                | Herren 9,31 %                                 |                                               |
| Platz 4                                       | Woitschack 7,84 %                             | Dylan 8,61 %                                  | Herren 10,36 %                                | Woitschack 9,47 %                             | Stehfest 9,71 %                               | Stehfest 9,68 %                               | Ülker 11,29 %                                 | Stehfest 13,31 %                              | Ülker 11,22 %                                 |                                               |                                               |
| Platz 5                                       | Stehfest 7,18 %                               | Woitschack 7,09 %                             | Dylan 10,34 %                                 | Herren 8,79 %                                 | Ülker 8,46 %                                  | Herren 9,03 %                                 | Dziwak 8,55 %                                 | Herren 10,92 %                                | Stehfest 8,27 %                               |                                               |                                               |
| Platz 6                                       | Dziwak 7,00 %                                 | Herren 5,74 %                                 | Sanoussi-Bliss 9,98 %                         | Dylan 8,47 %                                  | Herren 7,11 %                                 | Woitschack 7,67 %                             | Herren 7,32 %                                 | Dziwak 8,45 %                                 |                                               |                                               |                                               |
| Platz 7                                       | Herren 6,71 %                                 | Bott 5,58 %                                   | Ülker 7,73 %                                  | Ülker 8,15 %                                  | Dahlmann 7,03 %                               | Dziwak 7,23 %                                 | Woitschack 6,33 %                             |                                               |                                               |                                               |                                               |
| Platz 8                                       | Ülker 5,25 %                                  | Stehfest 5,43 %                               | Woitschack 6,81 %                             | Dziwak 7,98 %                                 | Woitschack 6,78 %                             | Dahlmann 6,63 %                               |                                               |                                               |                                               |                                               |                                               |
| Platz 9                                       | Bott 5,03 %                                   | Dziwak 5,27 %                                 | Stehfest 4,36 %                               | Stehfest 6,47 %                               | Dylan 6,39 %                                  |                                               |                                               |                                               |                                               |                                               |                                               |
| Platz 10                                      | Koç 4,26 %                                    | Ülker 4,96 %                                  | Bott 4,25 %                                   |                                               |                                               |                                               |                                               |                                               |                                               |                                               |                                               |
| Platz 11                                      | Dahlmann 3,30 %                               | Koç 3,44 %                                    |                                               |                                               |                                               |                                               |                                               |                                               |                                               |                                               |                                               |
| Platz 12                                      | Hingsen 3,24 %                                |                                               |                                               |                                               |                                               |                                               |                                               |                                               |                                               |                                               |                                               |

| Abstimmungen „Wer muss zur nächsten Dschungelprüfung?“ | Abstimmungen „Wer muss zur nächsten Dschungelprüfung?“ | Abstimmungen „Wer muss zur nächsten Dschungelprüfung?“ | Abstimmungen „Wer muss zur nächsten Dschungelprüfung?“ | Abstimmungen „Wer muss zur nächsten Dschungelprüfung?“ | Abstimmungen „Wer muss zur nächsten Dschungelprüfung?“ | Abstimmungen „Wer muss zur nächsten Dschungelprüfung?“ | Abstimmungen „Wer muss zur nächsten Dschungelprüfung?“ | Abstimmungen „Wer muss zur nächsten Dschungelprüfung?“ |
| Teilnehmer                                             | 24. Januar                                             | 25. Januar                                             | 26. Januar                                             | 27. Januar                                             | 28. Januar                                             | 29. Januar                                             | 30. Januar                                             |                                                        |
| ------------------------------------------------------ | ------------------------------------------------------ | ------------------------------------------------------ | ------------------------------------------------------ | ------------------------------------------------------ | ------------------------------------------------------ | ------------------------------------------------------ | ------------------------------------------------------ | ------------------------------------------------------ |
| Becker                                                 | 06,12 %                                                | 04,83 %                                                | 06,21 %                                                | 11,03 %                                                | 11,49 %                                                | 07,09 %                                                | 05,76 %                                                |                                                        |
| Bott                                                   | 03,35 %                                                | 02,11 %                                                | 01,18 %                                                | 01,87 %                                                | 01,47 %                                                | 01,78 %                                                | 03,52 %                                                |                                                        |
| Dahlmann                                               | 01,90 %                                                | 01,56 %                                                | 00,91 %                                                | 01,78 %                                                | 00,99 %                                                | 01,65 %                                                | 02,49 %                                                |                                                        |
| Dylan                                                  | 42,50 %                                                | 51,58 %                                                | 62,66 %                                                | 42,31 %                                                | 49,42 %                                                | 36,78 %                                                | 31,31 %                                                |                                                        |
| Dziwak                                                 | 04,65 %                                                | 04,23 %                                                | 04,82 %                                                | 07,09 %                                                | 07,82 %                                                | 09,05 %                                                | 12,87 %                                                |                                                        |
| Herren                                                 | 13,22 %                                                | 15,43 %                                                | 10,75 %                                                | 15,22 %                                                | 07,58 %                                                | 06,41 %                                                | 05,87 %                                                |                                                        |
| Hingsen                                                | 02,61 %                                                | 02,47 %                                                | 01,42 %                                                | 02,22 %                                                | 01,67 %                                                | 03,41 %                                                | gesperrt                                               |                                                        |
| Koç                                                    | 05,83 %                                                | 04,09 %                                                | 02,67 %                                                | 06,14 %                                                | 9,22 %                                                 | 09,78 %                                                | 08,03 %                                                |                                                        |
| Sanoussi-Bliss                                         | 01,68 %                                                | 01,14 %                                                | 00,84 %                                                | 01,20 %                                                | 01,30 %                                                | 01,58 %                                                | 02,80 %                                                |                                                        |
| Stehfest                                               | 05,97 %                                                | 04,32 %                                                | 03,03 %                                                | 03,94 %                                                | 04,06 %                                                | 14,17 %                                                | 14,28 %                                                |                                                        |
| Ülker                                                  | 03,84 %                                                | 02,88 %                                                | 02,24 %                                                | 03,08 %                                                | 01,89 %                                                | 03,28 %                                                | 07,56 %                                                |                                                        |
| Woitschack                                             | 08,33 %                                                | 05,36 %                                                | 03,27 %                                                | 04,12 %                                                | 03,09 %                                                | 05,12 %                                                | 05,51 %                                                |                                                        |

### Kandidatenvoting
|                | Abstimmung „Wer soll zur nächsten Dschungelprüfung?“ | Abstimmung „Wer soll zur nächsten Dschungelprüfung?“ | Abstimmung „Wer soll zur nächsten Dschungelprüfung?“ | Abstimmung „Wer soll zur nächsten Dschungelprüfung?“ | Abstimmung „Wer soll zur nächsten Dschungelprüfung?“ | Abstimmung „Wer soll zur nächsten Dschungelprüfung?“ | Abstimmung „Wer soll zur nächsten Dschungelprüfung?“ | Abstimmung „Wer soll zur nächsten Dschungelprüfung?“ | Abstimmung „Wer soll zur nächsten Dschungelprüfung?“ | Abstimmung „Wer soll zur nächsten Dschungelprüfung?“ |
| 1. Februar     | 2. Februar                                           | 2. Februar                                           | 3. Februar                                           | 4. Februar                                           | 5. Februar                                           | 6. Februar                                           | 7. Februar                                           | 8. Februar                                           | 9. Februar                                           |                                                      |
| -------------- | ---------------------------------------------------- | ---------------------------------------------------- | ---------------------------------------------------- | ---------------------------------------------------- | ---------------------------------------------------- | ---------------------------------------------------- | ---------------------------------------------------- | ---------------------------------------------------- | ---------------------------------------------------- | ---------------------------------------------------- |
| 1. Februar     | 1. Wahlgang                                          | Stichwahl                                            | 3. Februar                                           | 4. Februar                                           | 5. Februar                                           | 6. Februar                                           | 7. Februar                                           | 8. Februar                                           | 9. Februar                                           |                                                      |
| Becker         | Dahlmann                                             | Dziwak                                               | Dziwak                                               | Woitschack Becker                                    | Becker Dziwak                                        | Dahlmann Woitschack                                  | Becker Dziwak                                        | Stehfest Ülker                                       | Keine Nominierung                                    | Keine Nominierung                                    |
| Herren         | Dahlmann                                             | Dziwak                                               | Dziwak                                               | Woitschack Stehfest                                  | Becker Stehfest                                      | Dahlmann Woitschack                                  | Becker Dziwak                                        | Stehfest Ülker                                       | Keine Nominierung                                    | Keine Nominierung                                    |
| Sanoussi-Bliss | Dahlmann                                             | Sanoussi-Bliss                                       | Sanoussi-Bliss                                       | Sanoussi-Bliss Woitschack                            | Becker Dahlmann                                      | Dahlmann Dziwak                                      | Dziwak Stehfest                                      | Stehfest Ülker                                       | Keine Nominierung                                    | Keine Nominierung                                    |
| Ülker          | Dahlmann                                             | Bott                                                 | Bott                                                 | Sanoussi-Bliss Stehfest                              | Stehfest Dahlmann                                    | Sanoussi-Bliss Herren                                | Stehfest Ülker                                       | Stehfest Ülker                                       | Keine Nominierung                                    | rausgewählt (4. Platz)                               |
| Stehfest       | Dahlmann                                             | Stehfest                                             | Dziwak                                               | Sanoussi-Bliss Woitschack                            | Becker Stehfest                                      | Ülker Dziwak                                         | Ülker Stehfest                                       | Stehfest Ülker                                       | Keine Nominierung                                    | rausgewählt (5. Platz)                               |
| Dziwak         | Dahlmann                                             | Woitschack                                           | Woitschack                                           | Woitschack Sanoussi-Bliss                            | Becker Stehfest                                      | Herren Sanoussi-Bliss                                | Becker Stehfest                                      | Ülker Stehfest                                       | rausgewählt (6. Platz)                               | rausgewählt (6. Platz)                               |
| Woitschack     | Dahlmann                                             | Woitschack                                           | Dziwak                                               | Sanoussi-Bliss Woitschack                            | Dahlmann Ülker                                       | Dziwak Woitschack                                    | Becker Dziwak                                        | rausgewählt (7. Platz)                               | rausgewählt (7. Platz)                               | rausgewählt (7. Platz)                               |
| Dahlmann       | Dahlmann                                             | Dahlmann                                             | Dziwak                                               | Woitschack Dahlmann                                  | Becker Ülker                                         | Woitschack Dahlmann                                  | rausgewählt (8. Platz)                               | rausgewählt (8. Platz)                               | rausgewählt (8. Platz)                               | rausgewählt (8. Platz)                               |
| Dylan          | Ülker                                                | Sanoussi-Bliss                                       | Sanoussi-Bliss                                       | Sanoussi-Bliss Woitschack                            | Becker Ülker                                         | rausgewählt (9. Platz)                               | rausgewählt (9. Platz)                               | rausgewählt (9. Platz)                               | rausgewählt (9. Platz)                               | rausgewählt (9. Platz)                               |
| Bott           | Bott                                                 | Bott                                                 | Bott                                                 | rausgewählt (10. Platz)                              | rausgewählt (10. Platz)                              | rausgewählt (10. Platz)                              | rausgewählt (10. Platz)                              | rausgewählt (10. Platz)                              | rausgewählt (10. Platz)                              | rausgewählt (10. Platz)                              |
| Koç            | Koç                                                  | rausgewählt (11. Platz)                              | rausgewählt (11. Platz)                              | rausgewählt (11. Platz)                              | rausgewählt (11. Platz)                              | rausgewählt (11. Platz)                              | rausgewählt (11. Platz)                              | rausgewählt (11. Platz)                              | rausgewählt (11. Platz)                              | rausgewählt (11. Platz)                              |
| Hingsen        | rausgewählt (12. Platz)                              | rausgewählt (12. Platz)                              | rausgewählt (12. Platz)                              | rausgewählt (12. Platz)                              | rausgewählt (12. Platz)                              | rausgewählt (12. Platz)                              | rausgewählt (12. Platz)                              | rausgewählt (12. Platz)                              | rausgewählt (12. Platz)                              | rausgewählt (12. Platz)                              |
|                | Abstimmungsergebnis                                  |                                                      |                                                      |                                                      |                                                      |                                                      |                                                      |                                                      |                                                      |                                                      |
| 1. Februar     | 2. Februar                                           | 2. Februar                                           | 3. Februar                                           | 4. Februar                                           | 5. Februar                                           | 6. Februar                                           | 7. Februar                                           | 8. Februar                                           | 9. Februar                                           |                                                      |
| Nominiert      | Dahlmann 1 Ülker                                     | Dziwak 2                                             | Dziwak 2                                             | Woitschack Sanoussi-Bliss                            | Becker Stehfest                                      | Dahlmann Woitschack                                  | Dziwak 3 Becker                                      | Stehfest Ülker                                       | Becker Herren Sanoussi-Bliss Stehfest Ülker          | Becker Herren Sanoussi-Bliss (je eine Einzelprüfung) |

## Dschungelprüfungen

### Übersicht
| Dschungelprüfungen der 18. Staffel                                               | Dschungelprüfungen der 18. Staffel | Dschungelprüfungen der 18. Staffel                           | Dschungelprüfungen der 18. Staffel |
| Datum                                                                            | Kandidat(en) | Prüfung                                                      | Erspielte Rationen (Sterne) |
| -------------------------------------------------------------------------------- | --- | ------------------------------------------------------------ | --- |
| 23. Jan. 2025                                                                    | Lilly Becker Nina Bott Jürgen Hingsen Yeliz Koç Pierre Sanoussi-Bliss Timur Ülker                                                                                             | 1. Dschungelcamp-Challenge Mit allen Wassern gewaschen       | Sternsymbol · Sternsymbol · Sternsymbol · Sternsymbol · Sternsymbol · Sternsymbol                                                                                     |
| 23. Jan. 2025                                                                    | Jörg Dahlmann Sam Dylan Maurice Dziwak Alessia Herren Edith Stehfest Anna-Carina Woitschack                                                                                   | 2. Dschungelcamp-Challenge Bungee Jumping aus 50 Metern Höhe | · (Dahlmann, Dziwak, Stehfest) |
| 24. Jan. 2025                                                                    | Lilly Becker Nina Bott Jörg Dahlmann Sam Dylan Maurice Dziwak Alessia Herren Jürgen Hingsen Yeliz Koç Pierre Sanoussi-Bliss Edith Stehfest Timur Ülker Anna-Carina Woitschack | Bährufs-Bähratung                                            | · (Dahlmann, Stehfest, Ülker) |
| 25. Jan. 2025                                                                    | Sam Dylan | Eruptions-Störung                                            | · (Prüfung abgebrochen) |
| 26. Jan. 2025                                                                    | Sam Dylan | Murwillumbah Jones – Jäger der verlorenen Sterne             | · (Prüfung abgebrochen) |
| 27. Jan. 2025                                                                    | Sam Dylan Alessia Herren | KFZ-WÜRGstatt                                                | · (Prüfung von Dylan abgebrochen) |
| 28. Jan. 2025                                                                    | Lilly Becker Sam Dylan Alessia Herren | Der Größte Preis von Murwillumbah                            | Sternsymbol · Sternsymbol · Sternsymbol · Sternsymbol · Sternsymbol · Sternsymbol · Sternsymbol · Sternsymbol · Sternsymbol · Sternsymbol · Sternsymbol · Sternsymbol |
| 29. Jan. 2025                                                                    | Lilly Becker Sam Dylan Yeliz Koç | Dschungel-Kiosk                                              | · (Becker , Dylan , Koç ) |
| 30. Jan. 2025                                                                    | Sam Dylan Edith Stehfest | Keine Uhrsache                                               | Sternsymbol · Sternsymbol · Sternsymbol · Sternsymbol · Sternsymbol · Sternsymbol · Sternsymbol · Sternsymbol · Sternsymbol · Sternsymbol · Sternsymbol · Sternsymbol |
| 31. Jan. 2025                                                                    | Sam Dylan | Karriere-Leider                                              | Sternsymbol · Sternsymbol · Sternsymbol · Sternsymbol · Sternsymbol · Sternsymbol · Sternsymbol · Sternsymbol · Sternsymbol · Sternsymbol · Sternsymbol · Sternsymbol |
| 1. Feb. 2025                                                                     | Jörg Dahlmann Timur Ülker | Bus- und Bäh-Tag                                             | Sternsymbol · Sternsymbol · Sternsymbol · Sternsymbol · Sternsymbol · Sternsymbol · Sternsymbol · Sternsymbol · Sternsymbol · Sternsymbol · Sternsymbol               |
| 2. Feb. 2025                                                                     | Maurice Dziwak | Einkaufs-Strafe                                              | Sternsymbol · Sternsymbol · Sternsymbol · Sternsymbol · Sternsymbol · Sternsymbol · Sternsymbol · Sternsymbol · Sternsymbol · Sternsymbol                             |
| 3. Feb. 2025                                                                     | Anna-Carina Woitschack 1 Pierre Sanoussi-Bliss | Tauch Under                                                  | Sternsymbol · Sternsymbol · Sternsymbol · Sternsymbol · Sternsymbol · Sternsymbol · Sternsymbol · Sternsymbol · Sternsymbol                                           |
| 4. Feb. 2025                                                                     | Lilly Becker Edith Stehfest | Dinnieren oder Blamieren                                     | Sternsymbol · Sternsymbol · Sternsymbol · Sternsymbol · Sternsymbol · Sternsymbol · Sternsymbol · Sternsymbol · Sternsymbol                                           |
| 5. Feb. 2025                                                                     | Jörg Dahlmann Anna-Carina Woitschack | Murwillumbah Sun                                             | · (Prüfung von Woitschack abgebrochen) |
| 6. Feb. 2025                                                                     | Maurice Dziwak Lilly Becker | Stock-Schauer                                                | · (Prüfung von Dziwak 2 abgebrochen) |
| 7. Feb. 2025                                                                     | Edith Stehfest Timur Ülker | Murwillumbah Sun 2.0                                         | Sternsymbol · Sternsymbol · Sternsymbol · Sternsymbol · Sternsymbol · Sternsymbol                                                                                     |
| 8. Feb. 2025                                                                     | Lilly Becker Alessia Herren Pierre Sanoussi-Bliss Edith Stehfest Timur Ülker                                                                                                  | Creek der Sterne                                             | Sternsymbol · Sternsymbol · Sternsymbol · Sternsymbol · Sternsymbol                                                                                                   |
| 9. Feb. 2025                                                                     | Alessia Herren | Ich schaff das nicht! (Vorspeise)                            | Sternsymbol · Sternsymbol · Sternsymbol · Sternsymbol · Sternsymbol                                                                                                   |
| 9. Feb. 2025                                                                     | Pierre Sanoussi-Bliss | Ich will das nicht! (Hauptspeise)                            | Sternsymbol · Sternsymbol · Sternsymbol · Sternsymbol · Sternsymbol                                                                                                   |
| 9. Feb. 2025                                                                     | Lilly Becker | Ich kann das nicht! (Nachspeise)                             | · (Prüfung abgebrochen) |
| Insgesamt wurden 63 von 188 möglichen Sternen erspielt; dies entspricht 33,51 %. | |                                                              | |

### Anzahl der Prüfungen
| Platz | Teilnehmer             | Anzahl der Prüfungen 1 |
| ----- | ---------------------- | ---------------------- |
| 1     | Sam Dylan              | 8                      |
| 2     | Lilly Becker           | 7                      |
| 3     | Edith Stehfest         | 5                      |
| 3     | Alessia Herren         | 5                      |
| 5     | Pierre Sanoussi-Bliss  | 4                      |
| 6     | Anna-Carina Woitschack | 3                      |
| 6     | Jörg Dahlmann          | 3                      |
| 6     | Timur Ülker            | 3                      |
| 6     | Maurice Dziwak         | 3                      |
| 10    | Yeliz Koç              | 2                      |
| 11    | Nina Bott              | 1                      |
| 11    | Jürgen Hingsen         | 1                      |

### Erspielte Sterne pro Teilnehmer
| Teilnehmer             | Erspielte Sterne (kumuliert) 1 | Anzahl der Sterne | Quote |
| ---------------------- | --- | ----------------- | ----- |
| Lilly Becker           | Sternsymbol · Sternsymbol · Sternsymbol · Sternsymbol · Sternsymbol · Sternsymbol · Sternsymbol · Sternsymbol · Sternsymbol · Sternsymbol · Sternsymbol · Sternsymbol · Sternsymbol · Sternsymbol · Sternsymbol · Sternsymbol · Sternsymbol · Sternsymbol · Sternsymbol · Sternsymbol · Sternsymbol · Sternsymbol · Sternsymbol · Sternsymbol · Sternsymbol · Sternsymbol · Sternsymbol · Sternsymbol · Sternsymbol · Sternsymbol · Sternsymbol · Sternsymbol · Sternsymbol · Sternsymbol · Sternsymbol · Sternsymbol · Sternsymbol · Sternsymbol · Sternsymbol · Sternsymbol · Sternsymbol · Sternsymbol · Sternsymbol | 22                | 051 % |
| Sam Dylan              | Sternsymbol · Sternsymbol · Sternsymbol · Sternsymbol · Sternsymbol · Sternsymbol · Sternsymbol · Sternsymbol · Sternsymbol · Sternsymbol · Sternsymbol · Sternsymbol · Sternsymbol · Sternsymbol · Sternsymbol · Sternsymbol · Sternsymbol · Sternsymbol · Sternsymbol · Sternsymbol · Sternsymbol · Sternsymbol · Sternsymbol · Sternsymbol · Sternsymbol · Sternsymbol · Sternsymbol · Sternsymbol · Sternsymbol · Sternsymbol · Sternsymbol · Sternsymbol · Sternsymbol · Sternsymbol · Sternsymbol · Sternsymbol · Sternsymbol · Sternsymbol · Sternsymbol · Sternsymbol · Sternsymbol · Sternsymbol · Sternsymbol · Sternsymbol · Sternsymbol · Sternsymbol · Sternsymbol · Sternsymbol · Sternsymbol · Sternsymbol · Sternsymbol · Sternsymbol · Sternsymbol · Sternsymbol · Sternsymbol · Sternsymbol · Sternsymbol · Sternsymbol · Sternsymbol · Sternsymbol · Sternsymbol · Sternsymbol · Sternsymbol · Sternsymbol · Sternsymbol · Sternsymbol · Sternsymbol · Sternsymbol · Sternsymbol · Sternsymbol · Sternsymbol · Sternsymbol · Sternsymbol · Sternsymbol · Sternsymbol · Sternsymbol · Sternsymbol | 21                | 027 % |
| Edith Stehfest         | Sternsymbol · Sternsymbol · Sternsymbol · Sternsymbol · Sternsymbol · Sternsymbol · Sternsymbol · Sternsymbol · Sternsymbol · Sternsymbol · Sternsymbol · Sternsymbol · Sternsymbol · Sternsymbol · Sternsymbol · Sternsymbol · Sternsymbol · Sternsymbol · Sternsymbol · Sternsymbol · Sternsymbol · Sternsymbol · Sternsymbol · Sternsymbol · Sternsymbol · Sternsymbol · Sternsymbol · Sternsymbol · Sternsymbol · Sternsymbol · Sternsymbol · Sternsymbol · Sternsymbol | 20                | 061 % |
| Alessia Herren         | Sternsymbol · Sternsymbol · Sternsymbol · Sternsymbol · Sternsymbol · Sternsymbol · Sternsymbol · Sternsymbol · Sternsymbol · Sternsymbol · Sternsymbol · Sternsymbol · Sternsymbol · Sternsymbol · Sternsymbol · Sternsymbol · Sternsymbol · Sternsymbol · Sternsymbol · Sternsymbol · Sternsymbol · Sternsymbol · Sternsymbol · Sternsymbol · Sternsymbol · Sternsymbol · Sternsymbol · Sternsymbol · Sternsymbol · Sternsymbol · Sternsymbol · Sternsymbol · Sternsymbol · Sternsymbol · Sternsymbol | 15                | 043 % |
| Pierre Sanoussi-Bliss  | Sternsymbol · Sternsymbol · Sternsymbol · Sternsymbol · Sternsymbol · Sternsymbol · Sternsymbol · Sternsymbol · Sternsymbol · Sternsymbol · Sternsymbol · Sternsymbol · Sternsymbol · Sternsymbol · Sternsymbol · Sternsymbol · Sternsymbol · Sternsymbol · Sternsymbol · Sternsymbol | 11                | 055 % |
| Timur Ülker            | Sternsymbol · Sternsymbol · Sternsymbol · Sternsymbol · Sternsymbol · Sternsymbol · Sternsymbol · Sternsymbol · Sternsymbol · Sternsymbol · Sternsymbol · Sternsymbol · Sternsymbol · Sternsymbol · Sternsymbol · Sternsymbol · Sternsymbol · Sternsymbol · Sternsymbol · Sternsymbol · Sternsymbol · Sternsymbol · Sternsymbol | 11                | 048 % |
| Maurice Dziwak         | Sternsymbol · Sternsymbol · Sternsymbol · Sternsymbol · Sternsymbol · Sternsymbol · Sternsymbol · Sternsymbol · Sternsymbol · Sternsymbol · Sternsymbol · Sternsymbol · Sternsymbol · Sternsymbol · Sternsymbol · Sternsymbol · Sternsymbol · Sternsymbol | 7                 | 039 % |
| Jörg Dahlmann          | Sternsymbol · Sternsymbol · Sternsymbol · Sternsymbol · Sternsymbol · Sternsymbol · Sternsymbol · Sternsymbol · Sternsymbol · Sternsymbol · Sternsymbol · Sternsymbol · Sternsymbol · Sternsymbol · Sternsymbol · Sternsymbol · Sternsymbol · Sternsymbol · Sternsymbol · Sternsymbol | 6                 | 030 % |
| Anna-Carina Woitschack | Sternsymbol · Sternsymbol · Sternsymbol · Sternsymbol · Sternsymbol · Sternsymbol · Sternsymbol · Sternsymbol · Sternsymbol · Sternsymbol · Sternsymbol · Sternsymbol · Sternsymbol · Sternsymbol · Sternsymbol · Sternsymbol · Sternsymbol · Sternsymbol | 2                 | 011 % |
| Yeliz Koç              | Sternsymbol · Sternsymbol · Sternsymbol · Sternsymbol · Sternsymbol | 0                 | 0 %   |
| Nina Bott              | Sternsymbol | 0                 | 0 %   |
| Jürgen Hingsen         | Sternsymbol | 0                 | 0 %   |

## Schatzsuche
Die Kandidaten gehen in der Regel zu zweit auf Schatzsuche und lösen eine Aufgabe. Bei Erfolg bringen sie meistens eine Schatztruhe ins Camp. Dort wird die Truhe geöffnet, in welcher sich eine Quizfrage mit zwei Antwortmöglichkeiten befindet. Beantworten die Kandidaten die Aufgabe richtig, gibt es einen Gewinn wie beispielsweise Süßigkeiten oder Gewürze; antworten sie falsch, gibt es nichts oder einen nutzlosen Trostpreis. Seltener gibt es nach dem Lösen der Aufgabe einen Sofortgewinn.
| Schatzsuche der 18. Staffel | Schatzsuche der 18. Staffel        | Schatzsuche der 18. Staffel                    | Schatzsuche der 18. Staffel                                            | Schatzsuche der 18. Staffel                                      |
| Datum                       | Kandidaten                         | Aufgabe                                        | Frage und Antwortmöglichkeiten                                         | Gewinn/Trostpreis                                                |
| --------------------------- | ---------------------------------- | ---------------------------------------------- | ---------------------------------------------------------------------- | ---------------------------------------------------------------- |
| 31. Jan. 2025               | Yeliz Koç Maurice Dziwak           | Spaß mit Röhren oder doch der blanke Hor-Rohr? | Welche Insekten schmecken mit ihren Füßen? A: Schmetterling B: Biene 1 | nichts 1 Salz und Pfeffer                                        |
| 3. Feb. 2025                | Maurice Dziwak Edith Stehfest      | Mission „Get Schnuffel out of the box“.        | Keine Frage                                                            | Die Teilnehmer erhalten ihre Luxusartikel und Zigaretten zurück. |
| 4. Feb. 2025                | Alessia Herren Timur Ülker         | Abgetaucht und rein getroffen.                 | Wie viele Flächen hat ein gewöhnlicher Spielwürfel? A: 9 B: 6          | Chips                                                            |
| 7. Feb. 2025                | Lilly Becker Pierre Sanoussi-Bliss | Ente gut, alles gut.                           | Wofür steht die chemische Bezeichnung H₂O? A: Wasser B: Luft           | Oregano                                                          |

## Einschaltquoten
| Folge                                                  | Dauer         | Dauer          | Erstausstrahlung (2025) | Zuschauerzahl | Marktanteil | Zuschauerzahl | Marktanteil   | Quelle       |
| Folge                                                  | (mit Werbung) | (ohne Werbung) | Erstausstrahlung (2025) | ab 3 Jahren   | ab 3 Jahren | 14–49-Jährige | 14–49-Jährige | Quelle       |
| ------------------------------------------------------ | ------------- | -------------- | ----------------------- | ------------- | ----------- | ------------- | ------------- | ------------ |
| Folgen mit Abstimmung „Wer muss zur Dschungelprüfung?“ |               |                |                         |               |             |               |               |              |
| 01                                                     | 216 Min.      | 156 Min.       | Fr, 24. Januar          | 4,39 Mio.     | 19,5 %      | 1,82 Mio.     | 37,9 %        | [ Quoten 1 ] |
| 02                                                     | 140 Min.      | 102 Min.       | Sa, 25. Januar          | 3,72 Mio.     | 14,5 %      | 1,57 Mio.     | 28,2 %        | [ Quoten 1 ] |
| 03                                                     | 39 Min.       | 29 Min.        | So, 26. Januar          | 3,56 Mio.     | 11,7 %      | 1,59 Mio.     | 22,9 %        | [ Quoten 1 ] |
| 04                                                     | 135 Min.      | 94 Min.        | Mo, 27. Januar          | 3,89 Mio.     | 15,6 %      | 1,55 Mio.     | 30,4 %        | [ Quoten 2 ] |
| 05                                                     | 135 Min.      | 92 Min.        | Di, 28. Januar          | 4,44 Mio.     | 17,6 %      | 1,83 Mio.     | 33,4 %        | [ Quoten 3 ] |
| 06                                                     | 137 Min.      | 94 Min.        | Mi, 29. Januar          | 4,07 Mio.     | 14,9 %      | 1,81 Mio.     | 27,7 %        | [ Quoten 3 ] |
| 07                                                     | 136 Min.      | 94 Min.        | Do, 30. Januar          | 4,22 Mio.     | 16,1 %      | 1,85 Mio.     | 32,3 %        | [ Quoten 3 ] |
| Folgen mit Abstimmung „Wer soll im Camp bleiben?“      |               |                |                         |               |             |               |               |              |
| 08                                                     | 186 Min.      | 126 Min.       | Fr, 31. Januar          | 4,12 Mio.     | 17,0 %      | 1,72 Mio.     | 32,8 %        | [ Quoten 3 ] |
| 09                                                     | 135 Min.      | 98 Min.        | Sa, 1. Februar          | 3,76 Mio.     | 14,4 %      | 1,52 Mio.     | 28,5 %        | [ Quoten 3 ] |
| 10                                                     | 135 Min.      | 98 Min.        | So, 2. Februar          | 4,21 Mio.     | 14,8 %      | 1,86 Mio.     | 27,6 %        | [ Quoten 3 ] |
| 11                                                     | 138 Min.      | 98 Min.        | Mo, 3. Februar          | 4,41 Mio.     | 17,0 %      | 1,80 Mio.     | 32,8 %        | [ Quoten 4 ] |
| 12                                                     | 137 Min.      | 96 Min.        | Di, 4. Februar          | 4,41 Mio.     | 17,2 %      | 1,88 Mio.     | 32,9 %        | [ Quoten 4 ] |
| 13                                                     | 139 Min.      | 101 Min.       | Mi, 5. Februar          | 4,29 Mio.     | 16,6 %      | 1,72 Mio.     | 29,7 %        | [ Quoten 4 ] |
| 14                                                     | 138 Min.      | 99 Min.        | Do, 6. Februar          | 4,30 Mio.     | 16,4 %      | 1,77 Mio.     | 32,0 %        | [ Quoten 4 ] |
| 15                                                     | 143 Min.      | 104 Min.       | Fr, 7. Februar          | 4,40 Mio.     | 16,8 %      | 1,70 Mio.     | 31,1 %        | [ Quoten 4 ] |
| 16                                                     | 133 Min.      | 96 Min.        | Sa, 8. Februar          | 3,99 Mio.     | 15,4 %      | 1,57 Mio.     | 28,7 %        | [ Quoten 4 ] |
| Finale                                                 |               |                |                         |               |             |               |               |              |
| 17                                                     | 179 Min.      | 128 Min.       | So, 9. Februar          | 4,78 Mio.     | 17,5 %      | 1,83 Mio.     | 27,2 %        | [ Quoten 4 ] |
| Special: Das große Wiedersehen                         |               |                |                         |               |             |               |               |              |
| –                                                      | —             | 120 Min.       | Mo, 10. Februar         | 2,70 Mio.     | –           | 1,00 Mio.     | 21,5 %        | [ Quoten 5 ] |
| Special: Das Nachspiel                                 |               |                |                         |               |             |               |               |              |
| –                                                      | —             | 115 Min.       | So, 16. Februar         | 2,09 Mio.     | 7,6 %       | 0,83 Mio.     | 11,3 %        | [ Quoten 6 ] |
| Anmerkungen: 1. 2.                                     |               |                |                         |               |             |               |               |              |

## Trivia
- Zum ersten Mal in der Geschichte des Formats wurden alle 17 Live-Shows zur Hauptsendezeit um 20:15 Uhr bei RTL gesendet.[1]
- Sechs Prüfungen wurden bislang noch in keiner Staffel abgebrochen (der bisherige Rekord lag bei vier abgebrochenen Prüfungen in der Vorjahresstaffel).
- Der Negativrekord der 14. Staffel von 37,27 % an erspielten Sternen wurde mit 33,51 % unterboten.

## Zusätzliche Sendungen im TV und Web
- 24. Januar bis 9. Februar 2025: Ich bin ein Star – Die Stunde danach mit Angela Finger-Erben und Olivia Jones (RTL und / oder RTL+).
- Jeweils freitags und samstags: Ich bin ein Star – Die Halbestunde davor mit Cornelius Strittmatter (YouTube und Social Media).
- 10. Februar 2025: Ich bin ein Star – Holt mich hier raus! – Das große Wiedersehen mit Sonja Zietlow und Jan Köppen (RTL)
- 23. Februar 2025: Ich bin ein Star – Holt mich hier raus! Das Nachspiel mit Sonja Zietlow und Jan Köppen (RTL)